# Styrbjörn Colliander

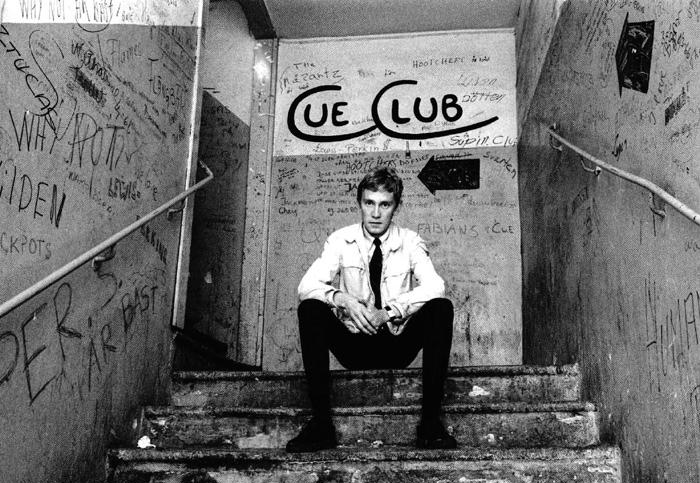
Styrbjörn Colliander vid entrén till Cue Club i augusti 1966

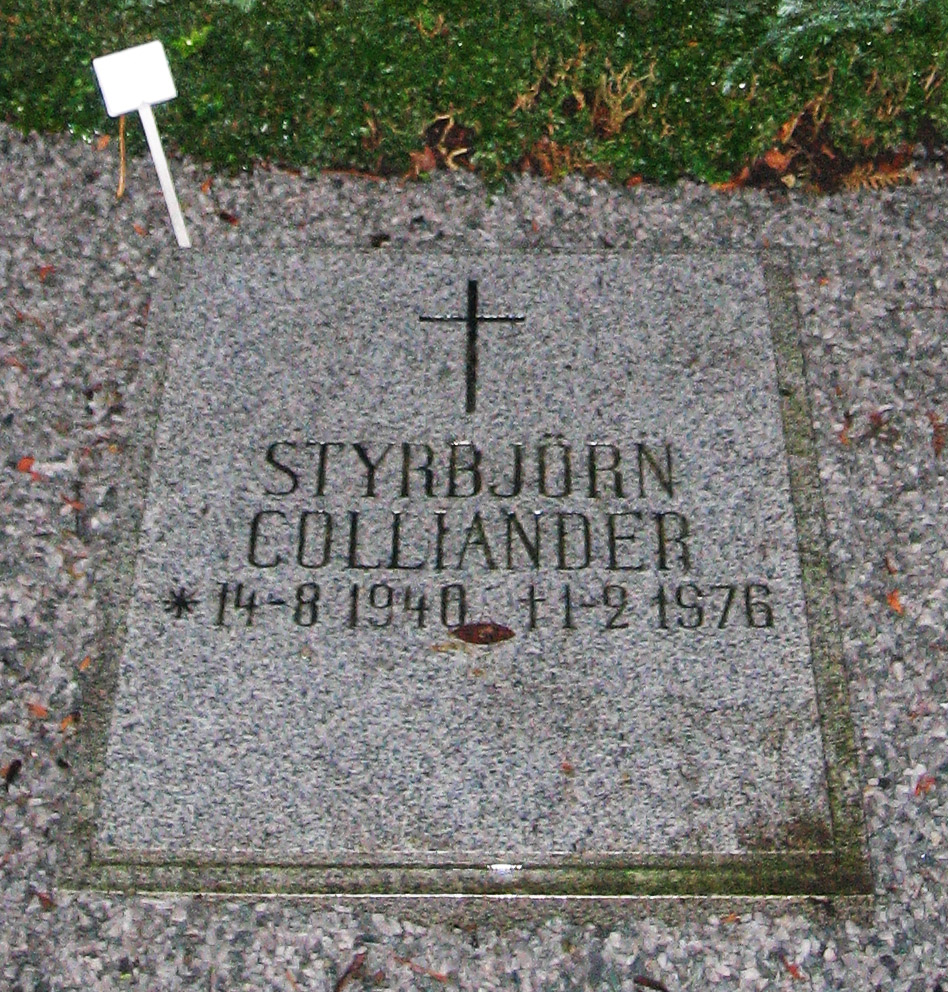
Styrbjörn Collianders gravsten på Klosterkyrkogården i Lund.

Styrbjörn Colliander, född den 14 augusti 1940 i Lund, död den 1 februari 1976 i Göteborg, var en svensk klubbägare.
Tillsammans med Fabian Carlsson startade Colliander Cue Club 1966 i en lokal på Norra Larmgatan i Göteborg. Senare flyttade klubben till Köpmansgatan, där Colliander ensam drev verksamheten till 1969, då klubben flyttade igen till Kungstorget. Året därpå döpte Colliander om klubben till Gustavus Adolphus.
På kvällen den 1 februari 1976 avfyrade en 23-årig värnpliktig man, beväpnad med k-pist, sammanlagt 33 skott inne i klubblokalen. Colliander och en 17-årig gäst  dödades, sjutton andra personer skadades.
I Mikael Marcimains och Peter Birros TV-serie Upp till kamp spelas Colliander av Sven Ahlström.
Colliander är begravd på Klosterkyrkogården i Lund.